# Southern Professional Hockey League
La Southern Professional Hockey League (SPHL) è una lega professionistica nordamericana di hockey su ghiaccio di basso livello, con squadre degli USA sud-orientali.
La storia della SPHL è legata a quella di altre tre leghe, a partire dall'Atlantic Coast Hockey League, che partì nel 2002-03.  Dopo una stagione si dissolse e al suo posto nacquero due associazioni rivali: la South East Hockey League e la World Hockey Association 2.  Dopo un anno SEHL e WHA2 fallirono e le squadre rimanenti si riunirono nella SPHL, iniziando dalla stagione 2004-05.

## Squadre

### Stagione 2015-2016
| Squadra                 | Città                           | Arena                                   | Posti  | Fondazione | Accesso alla SPHL | Head coach       |
| ----------------------- | ------------------------------- | --------------------------------------- | ------ | ---------- | ----------------- | ---------------- |
| Columbus Cottonmouths   | Columbus, Georgia               | Columbus Civic Center                   | 7,459  | 1996       | 2004              | Jerome Bechard   |
| Evansville Thunderbolts | Evansville, Indiana             | Ford Center                             | 9,000  | 2016       | 2016              | Jeff Pyle        |
| Fayetteville FireAntz   | Fayetteville, Carolina del Nord | Crown Coliseum                          | 8,920  | 2002       | 2004              | Jeff Bes         |
| Huntsville Havoc        | Huntsville, Alabama             | Von Braun Center                        | 6,602  | 2004       | 2004              | Glenn Detulleo   |
| Knoxville Ice Bears     | Knoxville, Tennessee            | Knoxville Civic Auditorium and Coliseum | 5,937  | 2002       | 2004              | Mike Craigen     |
| Louisiana IceGators     | Lafayette, Louisiana            | Cajundome                               | 11,433 | 1995       | 2009              | Drew Omicioli    |
| Macon Mayhem            | Macon, Georgia                  | Macon Coliseum                          | 7,182  | 2010*      | 2010*             | Kevin Kerr       |
| Mississippi RiverKings  | Southaven, Mississippi          | Landers Center                          | 8,400  | 1992       | 2011              | Derek Landmesser |
| Pensacola Ice Flyers    | Pensacola, Florida              | Pensacola Bay Center                    | 8,150  | 2009       | 2009              | Rod Aldoff       |
| Peoria Rivermen         | Peoria, Illinois                | Carver Arena                            | 9,919  | 1982       | 2013              | Jean-Guy Trudel  |
| Roanoke Rail Yard Dawgs | Roanoke, Virginia               | Berglund Center                         | 8,642  | 2009*      | 2009*             | Sam Ftorek       |

Legenda
* - Spostamento della franchigia.

## Campioni

### President's Cup (playoff)
| 2004–05 | Columbus Cottonmouths |
| 2005–06 | Knoxville Ice Bears   |
| 2006–07 | Fayetteville FireAntz |
| 2007–08 | Knoxville Ice Bears   |
| 2008–09 | Knoxville Ice Bears   |
| 2009–10 | Huntsville Havoc      |
| 2010–11 | Mississippi Surge     |
| 2011–12 | Columbus Cottonmouths |
| 2012–13 | Pensacola Ice Flyers  |
| 2013–14 | Pensacola Ice Flyers  |
| 2014–15 | Knoxville Ice Bears   |
| 2015-16 | Pensacola Ice Flyers  |

### William B. Coffey Trophy (stagione regolare)
| 2004–05 | Knoxville Ice Bears   |
| 2005–06 | Knoxville Ice Bears   |
| 2006–07 | Columbus Cottonmouths |
| 2007–08 | Knoxville Ice Bears   |
| 2008–09 | Knoxville Ice Bears   |
| 2009–10 | Mississippi Surge     |
| 2010–11 | Mississippi Surge     |
| 2011–12 | Augusta Riverhawks    |
| 2012–13 | Fayetteville FireAntz |
| 2013–14 | Pensacola Ice Flyers  |
| 2014–15 | Peoria Rivermen       |
| 2015–16 | Peoria Rivermen       |